# Херрман, Патрик
Па́трик Хе́ррман (нем. Patrick Herrmann; 12 февраля 1991, Иллинген, Германия) — немецкий футболист, полузащитник.

## Карьера
Начинал заниматься футболом в команде Ухтельфанген из его округа, принадлежавшего коммуне Иллинген. После этого перешёл тренироваться в команду «Саарбрюккен», главную команду земли Саар. В 2008 году им заинтересовалась мёнхенгладбахская «Боруссия», которая также как и другие ведущие немецкие клубы искала юношей по всей Германии. Патрик отправился в академию «Гладбаха», где пробыл один год, после чего стал и игроком второй команды. Проведя до новогоднего перерыва 8 матчей за вторую команду, после него он был подключён к тренировкам с основной командой. Дебют в Бундеслиге также не заставил себя долго ждать. 16 января 2010 года он вышел на поле на 79-й минуте вместо Филипа Дамса в домашнем матче 18-го тура против «Бохума», который закончился поражением мёнхенгладбахцев со счётом 1:2. А 1 мая 2010 года он забил первый гол в Бундеслиге в гостевом матче 33 тура против «Ганновера», который закончился разгромным поражением «Боруссии» со счётом 6:1. Выйдя вместо Карима Матмура на 46-й минуте матча, на 69-й он забил гол. Всего в своём первом сезоне провёл 13 матчей.
9 июня 2010 года Патрик подписал четырёхлетний контракт с «Боруссией».
В мае 2019 года снова продлил контракт с менхенгладбахской «Боруссией» — на этот раз до июня 2022 года.